# Besitzdiener
Unter einem Besitzdiener versteht man in der Rechtswissenschaft eine Person, die die tatsächliche Herrschaft über eine Sache für jemand anderen ausübt und dabei an dessen Weisungen gebunden ist. Im deutschen Sachenrecht ist er in § 855 BGB geregelt.

## Gesetzeswortlaut
§ 855 BGB lautet: 

## Merkmale eines Besitzdieners
Das Gesetz definiert in § 854 BGB den Besitz als die tatsächliche Herrschaft über eine Sache. Diese Sachherrschaft kann sowohl eigenhändig als auch mithilfe Dritter ausgeübt werden. Letzteres ist mithilfe von Besitzmittlern und Besitzdienern möglich. Der Besitzmittler besitzt eine Sache für einen anderen, der als mittelbarer Besitzer bezeichnet wird. Um Besitzmittler handelt es sich beispielsweise bei Mietern und Pächtern; diese üben den Besitz an der gemieteten oder gepachteten Sache für deren Eigentümer aus.
Gleiches macht ein Besitzdiener. Er unterscheidet sich gegenüber einem Besitzmittler durch seine Position gegenüber demjenigen, für den er den Besitz ausübt. Diese Person wird häufig als Besitzherr bezeichnet. Diesem gegenüber ist ein Besitzdiener weisungsgebunden. Eine solche Weisungsgebundenheit liegt vor, wenn der Besitzdiener nicht in der Lage ist, den Besitzherrn vom Umgang mit seiner Sache auszuschließen. Als Beziehungen, in denen eine solche Weisungsgebundenheit typischerweise vorliegt, nennt das Gesetz den Haushalt und das Erwerbsgeschäft. Aus diesen Beispielen schlussfolgert die Rechtswissenschaft, dass die Besitzdienerschaft für soziale Abhängigkeitsverhältnisse gedacht ist.
Anders als ein Besitzmittler übt ein Besitzdiener demnach den Besitz an einer Sache ausschließlich für seinen Besitzherrn aus und verhilft diesem somit als dessen verlängerter Arm zum unmittelbaren Besitz. Umstritten ist in der Rechtswissenschaft, ob die Besitzdienerschaft nach außen hin erkennbar sein muss. Während die Rechtsprechung dies bejaht, wird dies in der Forschung überwiegend nicht für notwendig erachtet. Als Besitzdiener hat die Rechtsprechung beispielsweise anerkannt den Angestellten im Hinblick auf Arbeitsgegenstände für seinen Arbeitgeber. Die Oberlandesgerichte Köln und Frankfurt sahen im Kaufinteressenten eines Kraftfahrzeuges während einer Probefahrt ebenfalls einen Besitzdiener des verkaufswilligen Fahrzeugeigentümers. Der Bundesgerichtshof hob letzteres Urteil jedoch auf, womit er die rechtliche Charakterisierung eines Kaufinteressenten während einer Probefahrt als Besitzdiener zumindest einschränkte.

## Rechtliche Bedeutung des Besitzdieners
Ergreift ein Besitzdiener im Rahmen des Weisungsverhältnisses die Herrschaft über eine Sache, führt dies zum Besitzerwerb seines Besitzherrn. Dieser verliert seinen Besitz, wenn die tatsächliche Herrschaft des Besitzdieners über die Sache endet oder die Weisungsgebundenheit fortfällt. Zum Besitzverlust kommt es ebenfalls, wenn der Besitzdiener zum Ausdruck bringt, künftig nicht mehr für seinen Besitzherren besitzen zu wollen.
Gegenüber seinem Besitzherren erlangt ein Besitzdiener aus dem Besitzdienerverhältnis keine Rechtspositionen. Gegenüber Dritten darf er allerdings dessen Besitzschutzrechte geltend machen: Droht dem Besitzdiener die Sache, die er für seinen Besitzherrn besitzt, widerrechtlich in Form von verbotener Eigenmacht entzogen zu werden, darf sich der Besitzdiener gegen diese drohende Entziehung gemäß § 860, § 859 BGB notfalls mit Gewalt wehren. Wehren darf er sich ferner gegen Personen, die die Ausübung der Sachherrschaft stören. Diese Rechte fungieren als Rechtfertigungsgründe für an sich rechtswidrige Handlungen.
In der Rechtswissenschaft ist umstritten, inwieweit man von einem Besitzdiener gutgläubig erwerben kann. Da ein Besitzdiener selbst keinen Besitz innehat, kann einem gutgläubigen Erwerb § 935 Abs. 1 Satz 1 BGB entgegenstehen. Hiernach können solche Sachen nicht gutgläubig erworben werden, deren Besitz der Besitzer unfreiwillig oder unbewusst verloren hat. In Bezug auf den Besitzdiener trifft das Gesetz allerdings keine eindeutige Aussage, ob hinsichtlich des Besitzverlusts auf den Willen des Besitzdieners oder auf den seines Besitzherrn abzustellen ist. Nach vorherrschender Auffassung ist daher aufgrund von § 855 BGB auf den Willen desjenigen abzustellen, für den der Besitz ausgeübt wird. Eine andere Ansicht behandelt den Besitzdiener im Rahmen des § 935 BGB wie den Besitzmittler, maßgeblich sei also der Wille des Besitzdieners. Dies wird damit begründet, dass § 855 BGB ausschließlich Fragen des Besitzschutzes regele und keine Aussage darüber impliziere, wer das Risiko einer Weitergabe der Sache trage. Eine weitere Auffassung stellt aus Gründen des Verkehrsschutzes darauf ab, ob der Besitzdiener nach außen hin als solcher erkennbar war.